# Risjod Sobirov
Risjod Sobirov (uzbekiska: Rishod Rashidovich Sobirov, Risjod Rasjidovitj Sobirov), född den 11 september 1986 i Burbogi, Uzbekistan, är en uzbekisk judoutövare.
Han tog OS-brons i herrarnas extra lättvikt i samband med de olympiska judotävlingarna 2008 i Peking.
Han tog även OS-brons i herrarnas extra lättvikt i samband med de olympiska judotävlingarna 2012 i London.
Vid olympiska sommarspelen 2016 i Rio de Janeiro tog Sobirov sitt tredje OS-brons i halv lättvikt.